# Guilherme Corrêa
Guilherme Flores da Cunha Corrêa (Quaraí, 29 de outubro de 1930 - Rio de Janeiro, 2 de fevereiro de 2006) foi um ator brasileiro.
Morreu de ataque cardíaco em 2006. Era casado com a atriz Ana Rosa com quem teve duas filhas  e adotou outras quatro.

## Filmografia

### Televisão
| Ano       | Título                             | Personagem                      | Notas                          |
| --------- | ---------------------------------- | ------------------------------- | ------------------------------ |
| 2003      | Kubanacan                          | Mendonça                        |                                |
| 2000      | Aquarela do Brasil                 | Padre José                      |                                |
| 1999      | Suave Veneno                       | Heitor                          |                                |
| 1999      | Você Decide                        | Silas                           | Episódio: "O Terceiro Homem"   |
| 1998      | Você Decide                        | —                               | Episódio: "Dublê de Socialite" |
| 1997      | Por Amor                           | Zito                            |                                |
| 1994      | A Viagem                           | Colega de trabalho de Valdomiro | Participação especial          |
| 1994      | Você Decide                        | —                               | Episódio: "O Louco"            |
| 1993      | Você Decide                        | —                               | Episódio: "Isca de Polícia"    |
| 1992      | De Corpo e Alma                    | Funcionário do fórum            | Participação especial          |
| 1992      | Tereza Batista                     | Silo Melo                       |                                |
| 1991      | O Fantasma da Ópera                | Braga                           |                                |
| 1990      | A História de Ana Raio e Zé Trovão | Gaudêncio Flores                |                                |
| 1990      | Desejo                             | Júlio de Mesquita               |                                |
| 1988      | Vale Tudo                          | Mirandinha                      |                                |
| 1987      | Bambolê                            | Antônio                         |                                |
| 1986      | Roda de Fogo                       | Delegado Nil                    |                                |
| 1986      | Dona Beija                         | Governador de Goiás             |                                |
| 1985      | Antônio Maria                      | Honório Severino                |                                |
| 1983      | Moinhos de Vento                   | Colega de trabalho de Leandro   |                                |
| 1983      | Sombras do Passado                 | Denis                           |                                |
| 1981      | O Fiel e a Pedra                   | —                               |                                |
| 1981      | O vento do mar aberto              | Almerindo                       |                                |
| 1980      | Dulcinéa vai à guerra              | Porfírio                        |                                |
| 1980      | Cavalo Amarelo                     | Porfírio                        |                                |
| 1978      | Salário Mínimo                     | Gurgel                          |                                |
| 1977      | O Espantalho                       | Afrânio                         |                                |
| 1975      | A Viagem                           | Advogado                        |                                |
| 1958      | Teatrinho Trol                     | Vários personagens              |                                |
| 1956-1959 | Grande Teatro Tupi                 | Vários personagens              |                                |

### Cinema
| Ano  | Título                             | Personagem       | Notas                     |
| ---- | ---------------------------------- | ---------------- | ------------------------- |
| 2001 | Sonhos Tropicais                   | General Glicério |                           |
| 1983 | As Aventuras de Mário Fofoca       | Bandido          |                           |
| 1982 | Um Casal de 3                      | Josué            |                           |
| 1980 | Ato de Violência                   | Mário            |                           |
| 1980 | Os Rapazes da Difícil Vida Fácil   | Rodolfo          |                           |
| 1980 | Viúvas Precisam de Consolo         | Dr. Sérgio       |                           |
| 1979 | O Bem Dotado, o Homem de Itu       | Rodolfo          |                           |
| 1978 | Noite em Chamas                    | Junqueira        |                           |
| 1976 | Quando Elas Querem... e Eles Não   | Sezefredo        |                           |
| 1976 | Pura Como Um Anjo, Será... Virgem? | Giovanni         |                           |
| 1976 | Guerra é Guerra                    | Turrini          | Segmento: "Ver para Crer" |
| 1974 | Divórcio à Brasileira              | Anselmo          |                           |
| 1958 | O Pão Que o Diabo Amassou          | —                |                           |